# Купол Башыкесик
Купол «Башыкесик» (азерб. Başıkəsik günbəz) ― купол XIII—XIV веков, расположенный в селе Даг-Тумас Джебраильского района Азербайджана.
Постановлением Кабинета Министров Азербайджанской Республики №132 от 2 августа 2001 года включена в список недвижимых памятников истории и культуры местного значения.

## История
Купол «Башыкесик» расположен в селе Даг-Тумас Джебраильского района Азербайджана. Относится к XIII-XIV векам. Из-за открытой верхней части купол был назван «Башыкесик» (приблизительный перевод – отрезанная верхушка). Высота купола – 12 м, диаметр – 5 м.
После восстановления независимости Азербайджана постановлением Кабинета министров Азербайджанской Республики №132 от 2 августа 2001 года гробница включена в список недвижимых памятников истории и культуры местного значения.
Несмотря на то, что до оккупации исторический памятник был восстановлен, в 1993 году стены купола были разрушены вооружёнными силами Армении в нескольких местах. Армяне использовали купол в качестве наблюдательного поста.
23 октября 2020 года село Даг-Тумас было освобождено от оккупации Вооружёнными силами Азербайджана. Покидая село, армянские вооружённые силы заминировали окрестности купола «Башыкесик».